# Mars 1765
Cette page présente les faits marquants du mois de mars 1765.

## Événements
- 22 mars : vote du Stamp Act[1] (taxe sur journaux, documents officiels, polices d’assurances, almanachs, cartes à jouer, jeux de dés, etc.), tentative du ministère des finances britannique de soumettre les américains du Nord à l’impôt direct, qui provoque la protestation des colonies. Les colonies du nord, les plus touchées, prennent la tête d’un mouvement d’opposition aux décisions de la métropole et réussissent à entraîner l’ensemble des colonies.
- 24 mars : vote du Quartering Act sur le logement des troupes dans les Colonies britanniques[2].